# 숙량흘
숙량흘(叔梁紇: 기원전 622년 ~ 기원전 549년)은 춘추시대 노나라의 군인으로, 성은 자(子), 씨는 공(孔), 이름은 흘(紇)이고, 숙량(叔梁)은 자이다. 추인흘(郰人紇), 추숙흘(鄹叔紇)이라고도 불린다. 이는 양공 시절, 추읍(郰邑, 혹은 鄹邑)의 대부였기 때문이다. 그는 백하의 아들이고 시씨(施氏)를 아내로 얻어 딸 아홉을 낳았고, 이후에 안징재(顔徵在)라는 여인을 아내로 맞아 그 사이에서 공자를 낳았다.

## 사적
양공 10년(기원전 563년), 진나라의 주도로 제후연합군이 복양(偪陽)을 치는 전쟁에 참전했다. 이때 복양국은 성문을 열어 제후군을 성 안으로 유인한 후 현문(위에서 아래로 내리는 형태의 문)을 내려 안에 가두려고 했는데, 숙량흘은 이 성문을 떠받쳐 더 닫히지 못하게 해, 성 안으로 들어간 군대가 탈출하게 했다.
양공 17년(기원전 556년), 제나라가 노나라를 쳐 방읍에서 장흘(臧紇)을 포위하자, 장주(臧疇) · 장가(臧賈)와 함께 포위를 뚫고 장흘을 노나라 구원군이 있는 여송 땅으로 보내고, 다시 방읍으로 돌아갔다. 제나라 군대는 오래 있지 못하고 물러났다.

## 추숭
공자의 아버지이므로, 공자가 역대 왕조에서 성인으로 추숭되면서 숙량흘 역시 추숭을 받았다.
- 북송 진종 대중상부 원년(1008년) 11월, 제국공(齊國公)으로 추숭되었다.[3]
- 1330년 원 문종이 계성왕(啓聖王)으로 추존하였다.
- 1530년 가정제가 계성공(啓聖公)으로 강봉하였다.
- 1723년 청나라의 옹정제에 의해 계성왕(啓聖王)으로 복봉(復封)되었다.